# 旭川リサーチパーク
旭川リサーチパーク（あさひかわリサーチパーク）は、北海道旭川市にある産業用地（ハイテクパーク）。

## 概要
中小企業基盤整備機構が事業主体となり、旧「頭脳立地法」に基づく特定16業種、「企業立地促進法」に基づく旭川地域の基本計画における指定集積業種、企業内の研究開発・情報処理・商品開発部門など特定事業立地の受け皿となる中核的業務用地として整備した。コンセプトは「北の生活文化産業の創造」であり、緑豊かな環境のもとで新たな時代の産業を創出する開発拠点を目指している。旭川空港や旭川駅までは車で約15分のアクセスになっており、地区内には旭川リサーチセンター（旭川産業創造プラザ運営）、北海道立総合研究機構建築研究本部北方建築総合研究所があるほか、周辺には旭川医科大学・旭川医科大学病院、中小企業大学校旭川校、北海道立旭川高等技術専門学院があり、産学官連携によるビジネスチャンス創出に努めている。企業進出に対して北海道・旭川市による優遇措置を設けている。
|          | 旭川リサーチパーク         |
| -------- | -------------------------- |
| 所在地   | 緑が丘東1条3丁目・4丁目    |
| 開発面積 | 17.3 ha（分譲面積13.5 ha） |
| 用途地域 | 準工業地域                 |
| 上水道   | 旭川市上水道               |
| 下水道   | 旭川市下水道               |
| 電力     | 北海道電力                 |
| 通信     | 光ファイバー               |

## 沿革
- 1992年（平成04年）：事業開始[7]。財団法人旭川生活文化産業振興協会設立[8]。
- 1995年（平成07年）：公募開始[7]。
- 1996年（平成08年）：旭川リサーチセンターオープン。豊岡木工団地から旭川市工芸指導所（現在の旭川市工芸センター）が移転[9]。
- 2002年（平成14年）：札幌市から北海道立北方建築総合研究所（現在の北海道立総合研究機構建築研究本部北方建築総合研究所）が移転[10]。
- 2010年（平成22年）：旭川生活文化産業振興協会が一般財団法人へ移行[8]。
- 2011年（平成23年）：旭川生活文化産業振興協会が旭川産業創造プラザと改称[8]。
- 2014年（平成26年）：完売[7]。

## 施設
教育・研究機関
- 旭川リサーチセンター
  - 旭川産業創造プラザ
  - 旭川市工芸センター[11]
  - 北海道中小企業総合支援センター道北支部[12]
- 北海道立総合研究機構建築研究本部北方建築総合研究所

立地企業
- エムソリューションズ
- カワムラ
- コアルシード
- コンピューター・ビジネス
- ストラク・ラボ
- 北拓

## アクセス
空港
- 旭川空港

高速道路
- 道央自動車道（北海道縦貫自動車道）：旭川鷹栖IC

鉄道
- 北海道旅客鉄道（JR北海道）
  - 函館本線・宗谷本線・富良野線：旭川駅
  - 富良野線：西御料駅

一般国道
- 国道237号

主要道道
- 北海道道90号旭川環状線

## 参考資料
- “旭川リサーチパーク”. 北海道・旭川市企業誘致ガイド.  旭川市. 2016年11月9日閲覧。
- “平成27年度 経済観光部 施策の概要” (PDF).   旭川市 (2015年). 2016年11月9日閲覧。
- “旭川産業創造プラザ” (PDF). 2016年11月9日閲覧。